# Куртлыкульский сельсовет
Куртлыкульский сельсовет — муниципальное образование в Караидельском районе Башкортостана.

## История
Согласно «Закону о границах, статусе и административных центрах муниципальных образований в Республике Башкортостан» имеет статус сельского поселения.

## Население
| 2002 | 2009 | 2010 | 2012 | 2013 | 2014 | 2015 |
| ---- | ---- | ---- | ---- | ---- | ---- | ---- |
| 866  | ↘788 | ↘778 | ↘741 | ↘728 | ↘692 | ↘662 |
| 2016 | 2017 | 2018 |      |      |      |      |
| ↘631 | ↘630 | ↘610 |      |      |      |      |

## Состав сельского поселения
| № | Населённый пункт | Тип населённого пункта          | Население |
| - | ---------------- | ------------------------------- | --------- |
| 1 | Куртлыкуль       | деревня, административный центр | ↗410      |
| 2 | Деушево          | село                            | ↘210      |
| 3 | Суюндюково       | деревня                         | ↗158      |

До декабря 1986 года в состав сельсовета входила деревня Хисамутдиново, исключенная из учетных данных Указом Президиума ВС Башкирской АССР от 12.12.1986 N 6-2/396 «Об исключении из учетных данных некоторых населенных пунктов»).